# Isla Fuerte
Isla Fuerte (9° 23'N - 76° 11'O) es una pequeña isla costera, perteneciente al departamento de Bolívar pero ubicada frente a las costas del departamento colombiano de Córdoba (Colombia), al oeste del Golfo de Morrosquillo, siendo la última isla del sistema insular de Cartagena de Indias. Se localiza a una distancia de 11 km del continente. Hace parte de la cadena de islas conformada por las islas del Rosario, el archipiélago de San Bernardo y Tortuguilla. La isla tiene una extensión de 3,25 km² en su plataforma arrecifal y unos 2,9 km² en su porción emergida, con una elevación máxima de 12m. Cuenta con variedad de avifauna: se pueden avistar más de 80 especies de aves.
La isla caribeña históricamente fue un aguerrido fortín, por lo que mereció el nombre de “Fuerte”. La mayoría de sus pobladores son afrodescendientes. En la isla se aglutinan gentes de diferentes lugares del país, en especial de los departamentos de Córdoba y Antioquia. Para llegar se va por carretera o avión a Montería, y de ahí al puerto de Paso Nuevo, donde se aborda una lancha hasta la isla. El recorrido en la lancha dura aproximadamente 30 minutos.
Administrativamente, la isla es corregimiento de Cartagena de Indias (a unos 150 km de distancia).
La isla cuenta con espacios propicios para numerosas actividades terrestres, acuáticas y sub-acuáticas. El oleaje de la zona norte de la isla (Punta del Inglés) es especialmente propicio para la práctica del surfing.
En la actualidad Procoreef en asocio con la comunidad de la isla viene desarrollando actividades de ecoturismo, en las que el visitante puede participar de actividades de restauración de corales y manglares y pronto de pastos marinos. Con ello el visitante, sin importar su edad y nivel de conocimientos, tiene una experiencia nueva e inolvidable.

## Características
La isla consiste en una pequeña plataforma compuesta de sucesivas formaciones coralinas a diferentes profundidades.

## Los árboles de Isla Fuerte
En isla Fuerte se pueden conocer algunos de los árboles más particulares de Colombia.
El árbol que camina es un ejemplar de la familia Moraceae, del género Ficus; su especie es conocida vulgarmente como matapalo. Con sus raíces aéreas ha logrado crear una multitud de nuevos troncos, dando la sensación de ser la fusión de muchos árboles en uno, entonces es un árbol-bosque algo muy especial y poco frecuente lo que lo convierte en una de las mayores atracciones de la isla.
El tun tun es un ejemplar de la familia Sterculiaceae; su especie es conocida vulgarmente como camajón (especie apétala de la familia Sterculiaceae). Tiene un tronco hueco y se dice que si una persona abraza el árbol y pone su oreja contra el tronco puede escuchar los latidos de su propio corazón, por eso lleva ese nombre onomatopéyico, que hace referencia al sonido de un corazón al latir.
La bonga es un ejemplar de la familia Bombaceae; su especie es conocida vulgarmente como ceiba bonga (Ceiba pentandra). Es un árbol bien desarrollado, y es el más alto y también el que mayor diámetro tiene en la isla.
Los manglares son especies de bosques de plantas leñosas (mangles) que se desarrollan en lagunas, riberas y en costas tropicales protegidas del oleaje. Debido a su ubicación costera siempre están en contacto con cuerpos de agua de origen marino. Isla Fuerte cuenta con numerosas zonas de manglar, donde se puede apreciar el desarrollo natural de este importante ecosistema tropical.

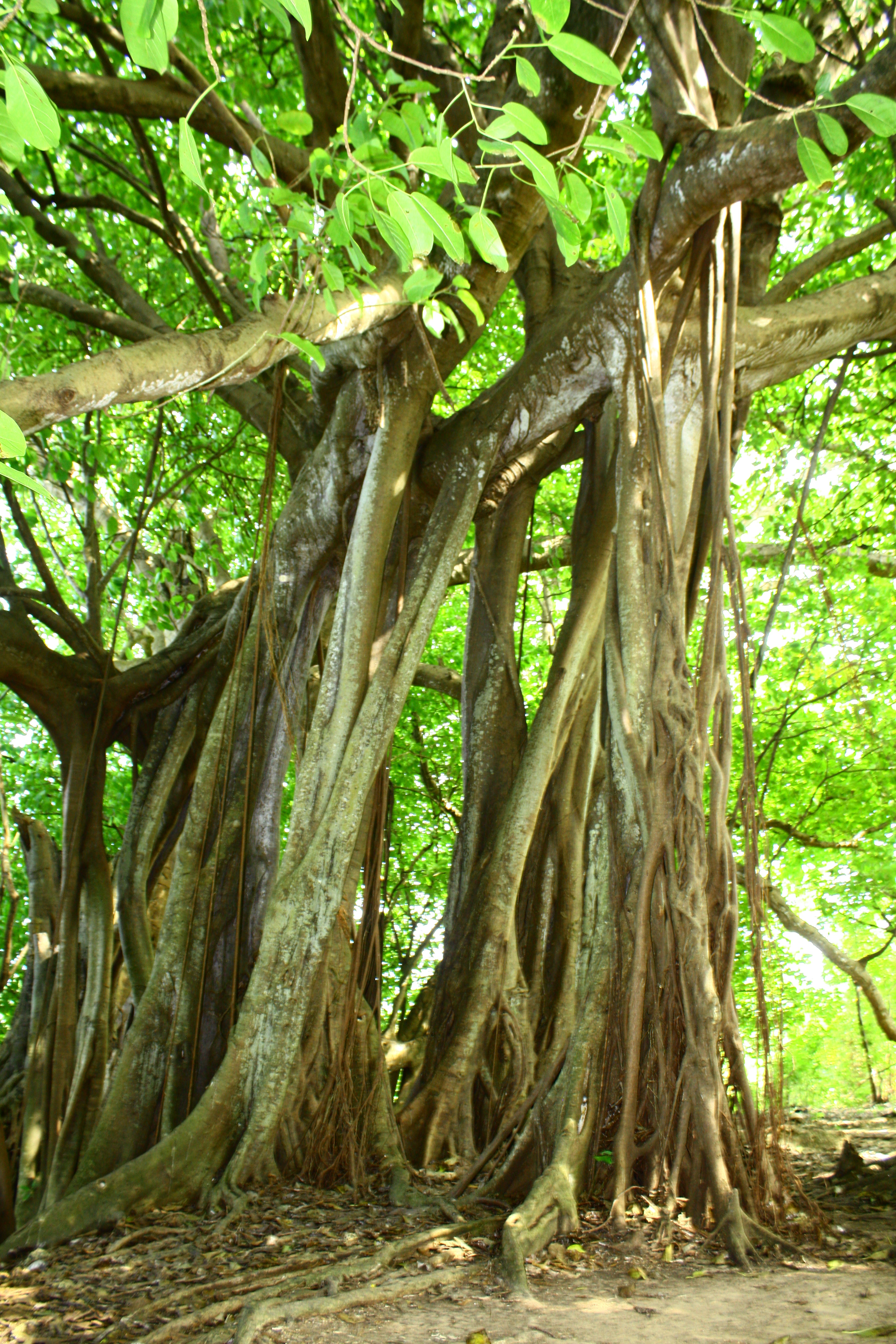
El árbol que camina.
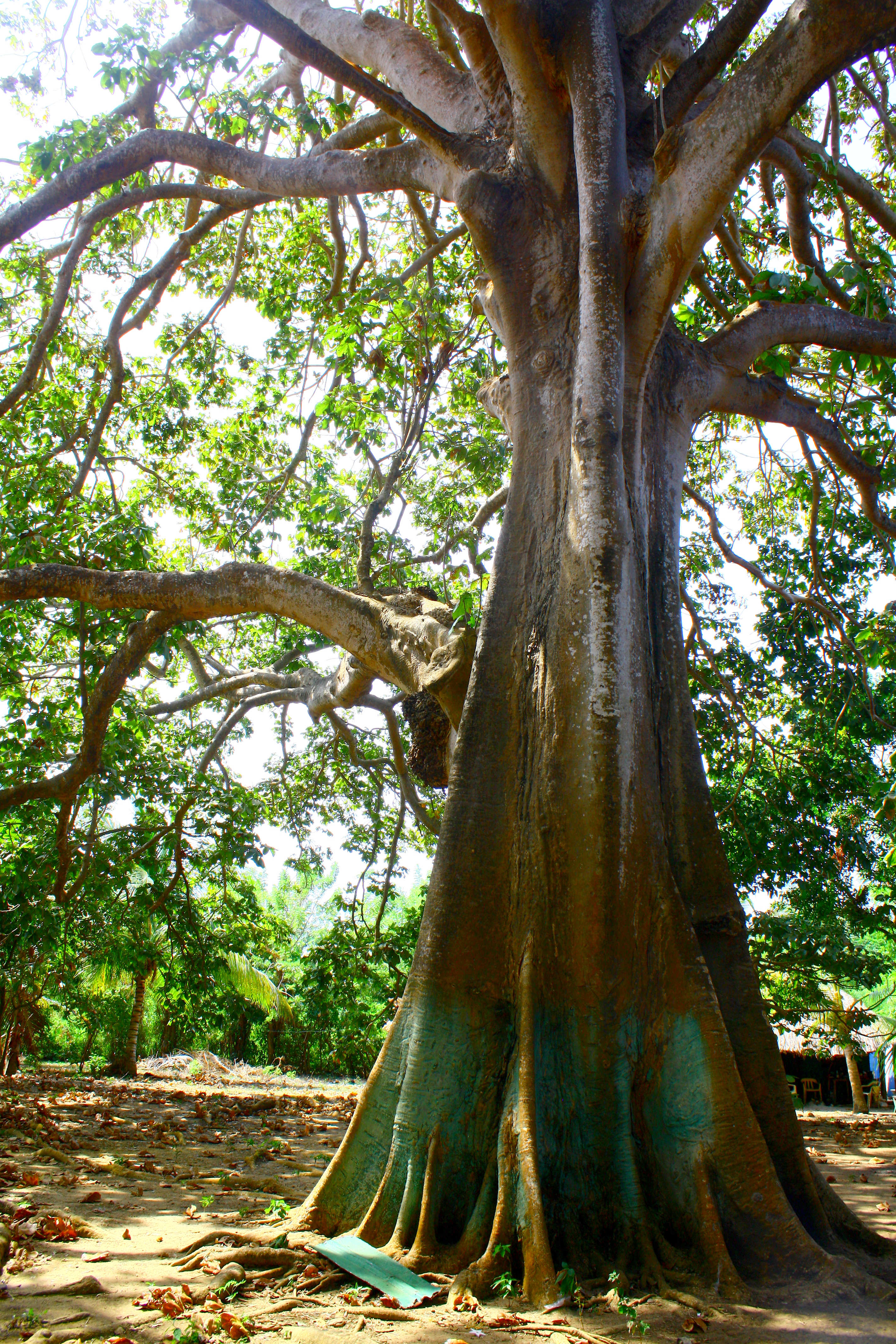
El tun tun.
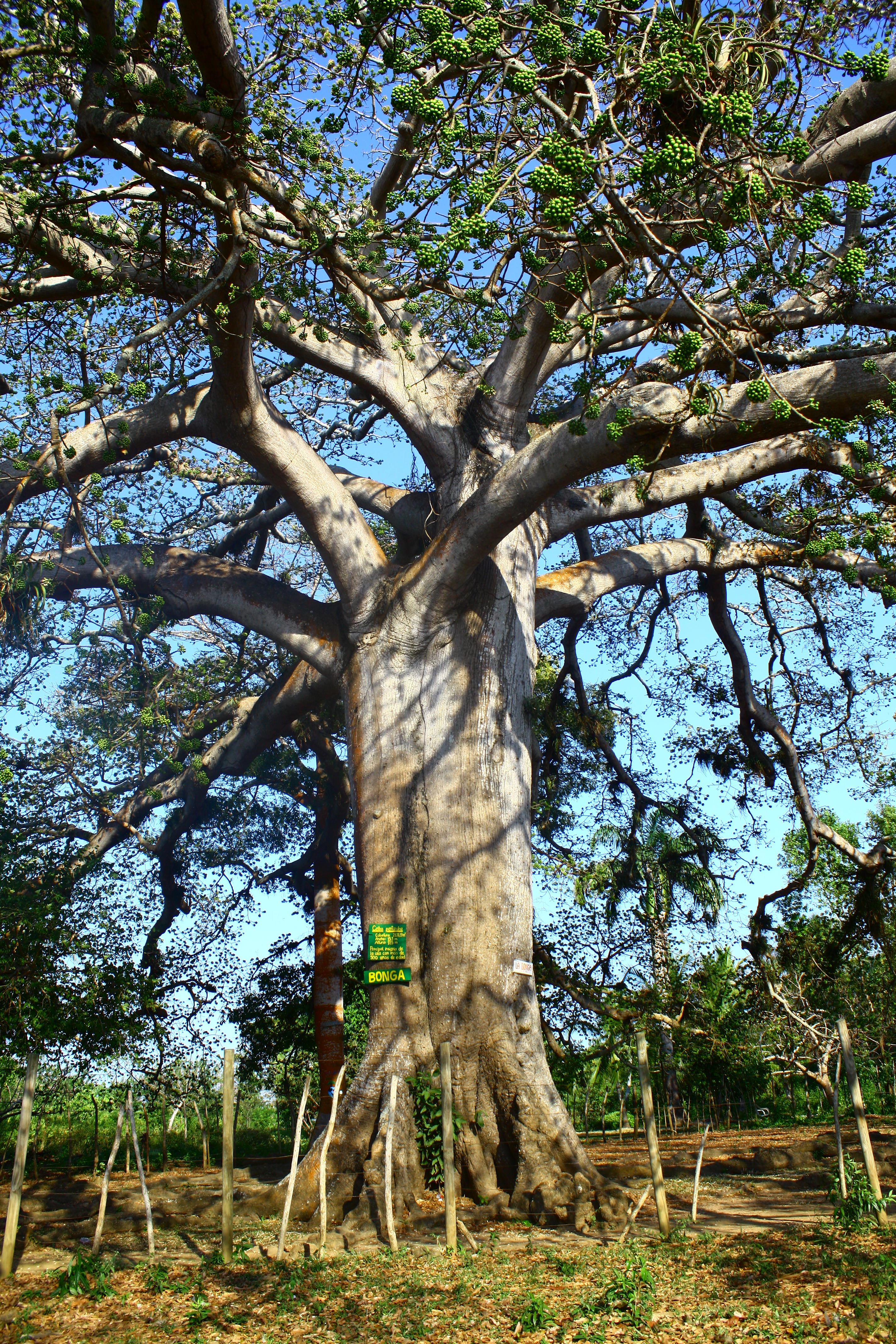
La bonga.
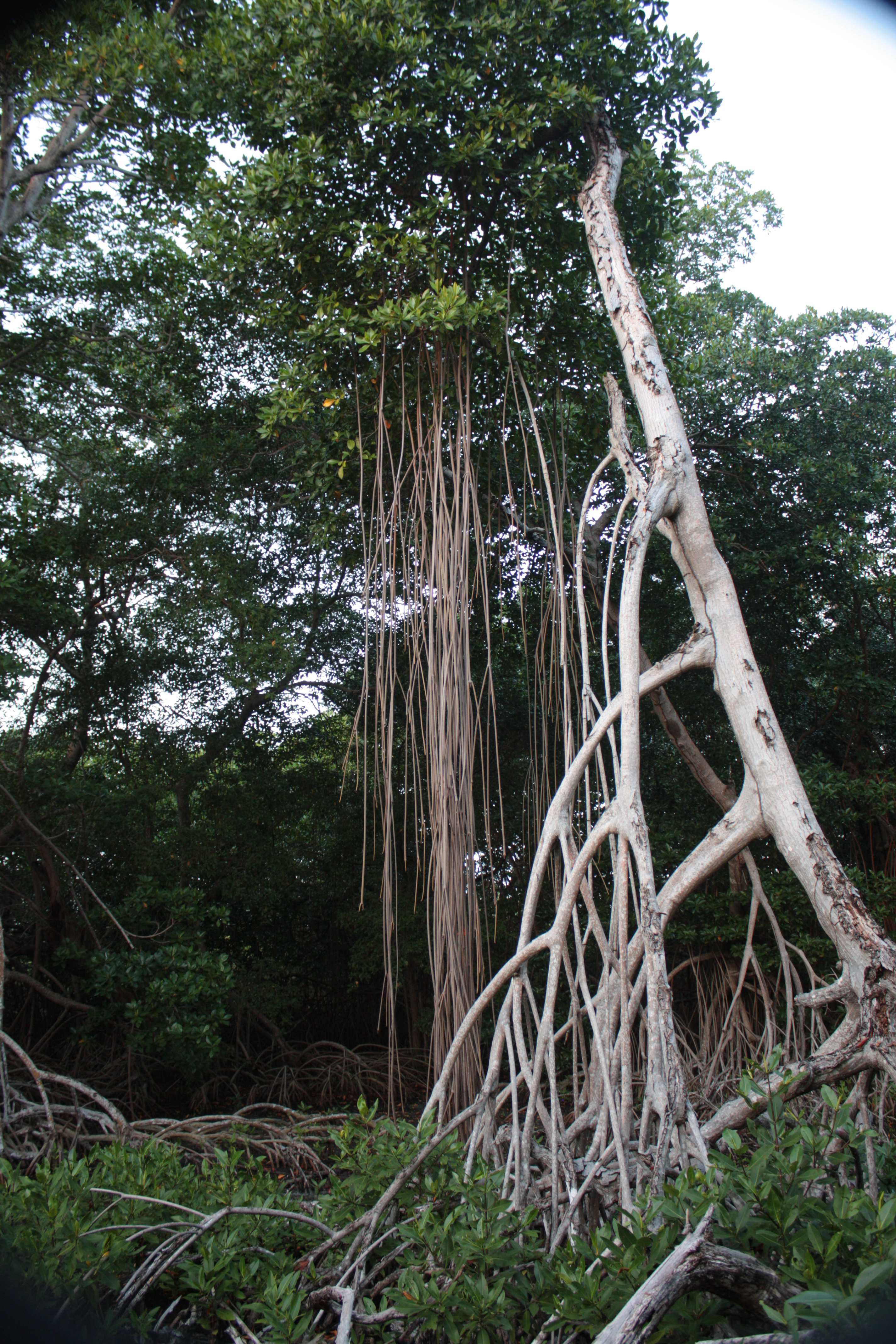
Ecosistema de manglares.